# Canoë-kayak aux Jeux olympiques d'été de 2004
Navigation
Sydney 2000 Pékin 2008
Aux Jeux olympiques de 2004, les épreuves de canoë-kayak sont réparties entre quatre épreuves de slalom qui se déroulent au Complexe olympique d'Helliniko et douze épreuves de course en ligne qui se déroulent au Centre olympique de Schinias.

## Tableau des médailles pour le canoë-kayak
| Rang | Nation             | Or | Argent | Bronze | Total |
| ---- | ------------------ | -- | ------ | ------ | ----- |
| 1    | Allemagne          | 4  | 4      | 1      | 9     |
| 2    | Hongrie            | 3  | 1      | 2      | 6     |
| 3    | Slovaquie          | 2  | 1      | 1      | 4     |
| 4    | France             | 2  | 0      | 1      | 3     |
| 5    | Espagne            | 1  | 1      | 0      | 2     |
| 6    | Canada             | 1  | 0      | 2      | 3     |
| -    | Norvège            | 1  | 0      | 1      | 2     |
| -    | Chine              | 1  | 0      | 0      | 1     |
| -    | Suède              | 1  | 0      | 0      | 1     |
| 10   | Australie          | 0  | 2      | 0      | 2     |
| -    | Italie             | 0  | 2      | 0      | 2     |
| 12   | Royaume-Uni        | 0  | 1      | 2      | 3     |
| -    | Russie             | 0  | 1      | 2      | 3     |
| 14   | Cuba               | 0  | 1      | 0      | 1     |
| -    | Nouvelle-Zélande   | 0  | 1      | 0      | 1     |
| -    | États-Unis         | 0  | 1      | 0      | 1     |
| 17   | République tchèque | 0  | 0      | 1      | 1     |
| -    | Biélorussie        | 0  | 0      | 1      | 1     |
| -    | Pologne            | 0  | 0      | 1      | 1     |
| -    | Ukraine            | 0  | 0      | 1      | 1     |

## Slalom

### Canoë monoplace hommes
| Médaille           | Nom                | Pays      |
| ------------------ | ------------------ | --------- |
| Médaille d'or      | Tony Estanguet     | France    |
| Médaille d'argent  | Michal Martikan    | Slovaquie |
| Médaille de bronze | Stefan Pfannmöller | Allemagne |

- Qualifications (cumul des deux manches)

1. Michal Martikan (SVK) 201,44
2. Tony Estanguet (FRA) 201,53
3. Mariusz Wieczorek (POL) 201,80
4. Tomas Indruch (CZE) 202,68
5. Stuart Mcintosh (GBR) 202,74
6. Danko Herceg (CRO) 204,17
7. Stefan Pfannmoeller (GER) 205,88
8. Ronnie Duerrenmatt (SUI) 206,46
9. Simeon Hocevar (SLO) 209,35
10. James Cartwright (CAN) 210,96
11. Jordi Sangra (ESP) 212,54
12. Robin Bell (AUS) 212,68
13. Krzysztof Supowicz (POL) 217,20
14. Nicolas Peschier (FRA) 221,36
15. Christos Tsakmakis (GRE) 225,54
16. Chris Ennis Jr (États-Unis) 290,73

- Demi-finale

1. Michal Martikan (SVK) 93,25
2. Tony Estanguet (FRA) Total 93,37
3. Stefan Pfannmoeller (GER) 96,99
4. Robin Bell (AUS) 97,48
5. Tomas Indruch (CZE) 98,22
6. Jordi Sangra (ESP) 99,84
7. Stuart Mcintosh (GBR) 100,08
8. Simeon Hocevar (SLO) 100,24
9. James Cartwright (CAN) 100,45
10. Mariusz Wieczorek (POL) 101,30
11. Ronnie Duerrenmatt (SUI) 102,52
12. Danko Herceg (CRO) 203,49

- Finale

1. Tony Estanguet (FRA) 189,16
2. Michal Martikan (SVK) 189,28
3. Stefan Pfannmoeller (GER) 191,56
4. Robin Bell (AUS) 192,83
5. Tomas Indruch (CZE) 195,28
6. Simeon Hocevar (SLO) 199,78
7. Jordi Sangra (ESP) 200,41
8. Stuart Mcintosh (GBR) 211,19

### Canoë biplace hommes
| Médaille           | Noms                                    | Pays               |
| ------------------ | --------------------------------------- | ------------------ |
| Médaille d'or      | Pavol Hochschorner - Peter Hochschorner | Slovaquie          |
| Médaille d'argent  | Marcus Becker - Stefan Henze            | Allemagne          |
| Médaille de bronze | Jaroslav Volf - Ondrej Stepanek         | République tchèque |

- Qualifications

1. Pavol Hochschorner - Peter Hochschorner (SVK) 100,13
2. Stuart Bowman - Nicholas Smith (GBR) 102,25
3. Philippe Quemerais - Yann Le Pennec (FRA) 105,29
4. Jaroslav Volf - Ondrej Stepanek (CZE) 108,10
5. Marcus Becker - Stefan Henze (GER) 108,35
6. Marek Jiras - Tomas Mader (CZE) 110,66
7. Marcin Pochwala - Pawel Sarna (POL) 113,86
8. Mark Bellofiore - Lachie Milne (AUS) 114,07
9. Christian Bahmann - Michael Senft (GER) 116,01
10. Matthew Taylor - Joseph Jacobi (États-Unis) 116,01
11. Andrea Benetti - Erik Masoero (ITA) 116,32
12. Fubin Chen - Qin Tian (CHN) 123,64

- Demi-finale

1. Pavol Hochschorner - Peter Hochschorner (SVK) 101,29
2. Philippe Quemerais - Yann Le Pennec (FRA) 105,79
3. Jaroslav Volf - Ondrej Stepanek (CZE) 106,22
4. Marcus Becker - Stefan Henze (GER) 106,32
5. Andrea Benetti - Erik Masoero (ITA) 106,40
6. Christian Bahmann - Michael Senft (GER) 107,01
7. Marek Jiras - Tomas Mader (CZE) 110,35
8. Matthew Taylor - Joseph Jacobi (États-Unis) 111,14
9. Stuart Bowman - Nicholas Smith (GBR) 114,02
10. Marcin Pochwala - Pawel Sarna (POL) 119,78

- Finale

1. Pavol Hochschorner - Peter Hochschorner (SVK) 207,16
2. Marcus Becker - Stefan Henze (GER) 210,98
3. Jaroslav Volf - Ondrej Stepanek (CZE) 212,86
4. Christian Bahmann - Michael Senft (GER) 213,45
5. Philippe Quemerais - Yann Le Pennec (FRA) 216,79
6. Andrea Benetti - Erik Masoero (ITA) 220,06

### Kayak monoplace femmes
| Médaille           | Nom             | Pays        |
| ------------------ | --------------- | ----------- |
| Médaille d'or      | Elena Kaliska   | Slovaquie   |
| Médaille d'argent  | Rebecca Giddens | États-Unis  |
| Médaille de bronze | Helen Reeves    | Royaume-Uni |

- Qualifications (cumul des deux manches)

1. Jennifer Bongardt (GER) 212,20
2. Elena Kaliska (SVK) 212,65
3. Helen Reeves (GBR) 213,63
4. Gabriela Stacherova (SVK) 224,66
5. Rebecca Giddens (États-Unis) 224,94
6. Mandy Planert (GER) 225,77
7. Violetta Oblinger-Peters (AUT) 226,40
8. Louise Natoli (AUS) 227,21
9. Irena Pavelkova (CZE) 227,46
10. El Desouki Nagwa (SUI) 228,65
11. Stepanka Hilgertova (CZE) 228,75
12. Peggy Dickens (FRA) 229,58
13. Maria Cristina Giaipron (ITA) 230,77
14. Agnieszka Stanuch (POL) 233,89
15. Eadaoin Ni Challarain (IRL) 240,75
16. Margaret Langford (CAN) 244,91
17. Maria Ferekidi (GRE) 250,28
18. Jingjing Li (CHN) 259,92
19. Nada Mali (SLO) 278,48

- Demi-finale

1. Elena Kaliska (SVK) 103,74
2. Peggy Dickens (FRA) 104,95
3. Jennifer Bongardt (GER) 107,36
4. Rebecca Giddens (États-Unis) 107,56
5. Helen Reeves (GBR) 108,90
6. Maria Cristina Giaipron (ITA) 109,27
7. Gabriela Stacherova (SVK) 109,85
8. Stepanka Hilgertova (CZE) 111,31
9. El Desouki Nagwa (SUI) 113,24
10. Louise Natoli (AUS) 113,72
11. Eadaoin Ni Challarain (IRL) 116,95
12. Violetta Oblinger-Peters (AUT) 117,09
13. Agnieszka Stanuch (POL) 120,73
14. Mandy Planert (GER) 122,61
15. Irena Pavelkova (CZE) 161,49

- Finale

1. Elena Kaliska (SVK) 210,03
2. Rebecca Giddens (États-Unis) 214,62
3. Helen Reeves (GBR) 218,77
4. Peggy Dickens (FRA) 218,8
5. Stepanka Hilgertova (CZE) 220,75
6. El Desouki Nagwa (SUI) 225,04
7. Louise Natoli (AUS) 227,44
8. Maria Cristina Giaipron (ITA) 229,36
9. Jennifer Bongardt (GER) 237,66
10. Gabriela Stacherova (SVK) 274,47

### Kayak monoplace hommes
| Médaille           | Nom             | Pays        |
| ------------------ | --------------- | ----------- |
| Médaille d'or      | Benoît Peschier | France      |
| Médaille d'argent  | Campbell Walsh  | Royaume-Uni |
| Médaille de bronze | Fabien Lefèvre  | France      |

- Qualifications

1. Michael Kurt (SUI) 186,79
2. Campbell Walsh (GBR) 188,98
3. Thomas Schmidt (GER) 190,64
4. Fabien Lefevre (FRA) 190,80
5. Brett Heyl (États-Unis) 192,29
6. Lazar Popovski (MKD) 193,06
7. Helmut Oblinger (AUT) 193,19
8. Benoit Peschier (FRA) 194,37
9. Ondrej Raab (CZE) 194,50
10. Jan Sajbidor (SVK) 194,89
11. Floris Braat (NED) 195,14
12. Grzegorz Polaczyk (POL) 195,46
13. Carles Juanmarti (ESP) 196,08
14. Scott Parsons (États-Unis) 198,21
15. Benjamin Kudjow Thomas Boukpeti (TOG) 198,92
16. David Ford (CAN) 199,87
17. Uros Kodelja (SLO) 200,23
18. Warwick Draper (AUS) 201,10
19. Pierpaolo Ferrazzi (ITA) 201,93
20. Sam Oud (NED) 202,68
21. Eoin Rheinisch (IRL) 204,09
22. Dinko Mulic (CRO) 210,76
23. Emir Sarganovic (BIH) 216,30
24. Alexandros Dimitriou (GRE) 236,21
25. Jens Ewald (GER) 250,09

- Demi-finale

1. Campbell Walsh (GBR) 93,68
2. Benoit Peschier (FRA) 93,93
3. Sam Oud (NED) 94,46
4. Grzegorz Polaczyk (POL) 94,74
5. Thomas Schmidt (GER) 95,11
6. Fabien Lefevre (FRA) 95,13
7. David Ford (CAN) 95,83
8. Uros Kodelja (SLO) 96,68
9. Scott Parsons (États-Unis) 96,82
10. Warwick Draper (AUS) 97,03
11. Carles Juanmarti (ESP) 97,73
12. Jan Sajbidor (SVK) 97,77
13. Helmut Oblinger (AUT) 98,02
14. Ondrej Raab (CZE) 98,13
15. Brett Heyl (États-Unis) 100,28
16. Lazar Popovski (MKD) 100,80
17. Floris Braat (NED) 101,39
18. Benjamin Kudjow Thomas Boukpeti (TOG) 102,42
19. Pierpaolo Ferrazzi (ITA) 103,07
20. Michael Kurt (SUI) 103,20

- Finale

1. Benoit Peschier (FRA) 187,96
2. Campbell Walsh (GBR) 190,17
3. Fabien Lefevre (FRA) 190,99
4. David Ford (CAN) 192,58
5. Thomas Schmidt (GER) 192,93
6. Scott Parsons (États-Unis) 194,76
7. Grzegorz Polaczyk (POL) 196,57
8. Sam Oud (NED) 197,28
9. Warwick Draper (AUS) 197,43
10. Uros Kodelja (SLO) 201,61

## Course en ligne

### 500 mètrescanoë monoplace hommes
| Médaille           | Nom             | Pays      |
| ------------------ | --------------- | --------- |
| Médaille d'or      | Andreas Dittmer | Allemagne |
| Médaille d'argent  | David Cal       | Espagne   |
| Médaille de bronze | Maxim Opalev    | Russie    |

- Qualifications
- Demi-finales
- Finale

1. Andreas Dittmer (GER) 1 min 46 s 383
2. David Cal (ESP) 1 min 46 s 723
3. Maxim Opalev (RUS) 1 min 47 s 767
4. Aliaksandr Zhukouski (BLR) 1 min 47 s 903
5. Martin Doktor (CZE) 1 min 47 s 999
6. Richard Dalton (CAN) 1 min 48 s 103
7. Marton Joob (HUN) 1 min 48 s 195
8. Stanimir Atanasov (BUL) 1 min 49 s 759
9. Bing Wang (CHN) 1 min 49 s 903

### 1 000 mètrescanoë monoplace hommes
| Médaille           | Nom             | Pays      |
| ------------------ | --------------- | --------- |
| Médaille d'or      | David Cal       | Espagne   |
| Médaille d'argent  | Andreas Dittmer | Allemagne |
| Médaille de bronze | Attila Vajda    | Hongrie   |

- Qualifications
- Demi-finales
- Finale

1. David Cal (ESP) 3 min 46 s 201
2. Andreas Dittmer (GER) 3 min 46 s 721
3. Attila Vajda (HUN) 3 min 49 s 025
4. Martin Doktor (CZE) 3 min 50 s 405
5. Stephen Giles (CAN) 3 min 51 s 457
6. Dagnis Vinogradovs (LAT) 3 min 53 s 537
7. Marian Ostrcil (SVK) 3 min 54 s 629
8. Karel Aguilar Chacon (CUB) 3 min 54 s 957
9. Konstantin Fomichev (RUS) 3 min 55 s 773

### 500 mètrescanoë biplace hommes
| Médaille           | Noms                                              | Pays   |
| ------------------ | ------------------------------------------------- | ------ |
| Médaille d'or      | Guanliang Meng - Wenjun Yang                      | Chine  |
| Médaille d'argent  | Ibrahim Rojas Blanco - Ledis Frank Balceiro Pajon | Cuba   |
| Médaille de bronze | Alexander Kostoglod - Alexander Kovalev           | Russie |

- Qualifications
- Demi-finales
- Finale

1. Guanliang Meng - Wenjun Yang (CHN) 50 s 668
2. Ibrahim Rojas Blanco - Ledis Frank Balceiro Pajon (CUB) 51 s 440
3. Alexander Kostoglod - Alexander Kovalev (RUS) 51 s 352
4. Silviu Simionescu - Florin Popescu (ROM) 50 s 908
5. Christian Gille - Tomasz Wylenzek (GER) 50 s 902
6. Aliaksandr Kurliandchyk - Aliaksandr Bahdanovich (BLR) 51 s 338
7. Gyorgy Kozmann - Gyorgy Kolonics (HUN) 51 s 118
8. Attila Buday - Tamas Buday Jr (CAN) 51 s 040
9. Pawel Baraszkiewicz - Daniel Jedrasko (POL) 51 s 786

### 1 000 mètrescanoë biplace hommes
| Médaille           | Noms                                    | Pays      |
| ------------------ | --------------------------------------- | --------- |
| Médaille d'or      | Christian Gille - Tomasz Wylenz         | Allemagne |
| Médaille d'argent  | Alexander Kostoglod - Alexander Kovalev | Russie    |
| Médaille de bronze | Gyorgy Kozmann - Gyorgy Kolonic         | Hongrie   |

- Qualifications
- Demi-finales
- Finale

1. Christian Gille - Tomasz Wylenzek (GER) 3 min 41 s 802
2. Alexander Kostoglod - Alexander Kovalev (RUS) 3 min 42 s 990
3. Gyorgy Kozmann - Gyorgy Kolonics (HUN) 3 min 43 s 106
4. Silviu Simiocencu - Florin Popescu (ROM) 3 min 43 s 858
5. Michal Sliwinski - Lukasz Woszczynski (POL) 3 min 44 s 338
6. Richard Dalton - Michael Scarola (CAN) 3 min 45 s 638
7. Alfredo Bea - David Mascato (ESP) 3 min 45 s 766
8. Ibrahim Rojas Blanco - Ledis Frank Balceiro Pajon (CUB) 3 min 50 s 346
9. Guanliang Meng - Wenjun Yang (CHN) 3 min 52 s 926

### 500 mètreskayak monoplace femmes
| Médaille           | Nom             | Pays    |
| ------------------ | --------------- | ------- |
| Médaille d'or      | Natasa Janics   | Hongrie |
| Médaille d'argent  | Josefa Idem     | Italie  |
| Médaille de bronze | Caroline Brunet | Canada  |

- Qualifications
- Demi-finales
- Finale

1. Natasa Janics (HUN) 1 min 47 s 74
2. Josefa Idem (ITA) 1 min 49 s 729
3. Caroline Brunet (CAN) 1 min 50 s 601
4. Katrin Wagner (GER) 1 min 52 s 557
5. Marcela Erbanova (SVK) 1 min 52 s 685
6. Larissa Peisakhovitch (ISR) 1 min 53 s 089
7. Lucy Hardy (GBR) 1 min 53 s 717
8. Jenni Honkanen (FIN) 1 min 53 s 937
9. Ting Li (CHN) 1 min 54 s 473

### 500 mètreskayak monoplace hommes
| Médaille           | Nom                | Pays        |
| ------------------ | ------------------ | ----------- |
| Médaille d'or      | Adam Van Koeverden | Canada      |
| Médaille d'argent  | Nathan Baggaley    | Australie   |
| Médaille de bronze | Ian Wynne          | Royaume-Uni |

- Qualifications
- Demi-finales
- Finale

1. Adam Van Koeverden (CAN) 1 min 37 s 919
2. Nathan Baggaley (AUS) 1 min 38 s 467
3. Ian Wynne (GBR) 1 min 38 s 547
4. Eirik Veraas Larsen (NOR) 1 min 38 s 667
5. Akos Vereckei (HUN) 1 min 39 s 315
6. Lutz Altepost (GER) 1 min 39 s 647
7. Babak Amir-Tahmasseb (FRA) 1 min 40 s 187
8. Javier Correa (ARG) 1 min 40 s 639
9. Andrea Facchin (ITA) 1 min 41 s 575

### 1 000 mètreskayak monoplace hommes
| Médaille           | Nom                 | Pays             |
| ------------------ | ------------------- | ---------------- |
| Médaille d'or      | Eirik Veraas Larsen | Norvège          |
| Médaille d'argent  | Ben Fouhy           | Nouvelle-Zélande |
| Médaille de bronze | Adam van Koeverden  | Canada           |

- Qualifications
- Demi-finales
- Finale

1. Eirik Veraas Larsen (NOR) 3 min 25 s 897
2. Ben Fouhy (NZL) 3 min 27 s 413
3. Adam van Koeverden (CAN) 3 min 28 s 218
4. Nathan Baggaley (AUS) 3 min 28 s 310
5. Tim Brabants (GBR) 3 min 30 s 553
6. Roland Kokeny (HUN) 3 min 31 s 121
7. Emanuel Silva (POR) 3 min 33 s 862
8. Bjoern Goldschmidt (GER) 3 min 34 s 381
9. Roei Yellin (ISR) 3 min 43 s 485

### 500 mètreskayak biplace femmes
| Médaille           | Noms                                       | Pays      |
| ------------------ | ------------------------------------------ | --------- |
| Médaille d'or      | Katalin Kovacs - Natasa Janics             | Hongrie   |
| Médaille d'argent  | Birgit Fischer - Carolin Leonhardt         | Allemagne |
| Médaille de bronze | Aneta Pastuszka - Beata Sokolowska Kulesza | Pologne   |

- Qualifications
- Demi-finales
- Finale

1. Katalin Kovacs - Natasa Janics (Hongrie) 1 min 38 s 101
2. Birgit Fischer - Carolin Leonhardt (Allemagne) 1 min 39 s 533
3. Aneta Pastuszka - Beata Sokolowska Kulesza (Pologne) 1 min 40 s 077
4. Linbei Xu - Hongyan Zhong (Chine) 1 min 40 s 913
5. Beatriz Manchon - Teresa Portela (Espagne) 1 min 42 s 409
6. Delyana Dacheva - Bonka Pindzheva (Bulgarie) 1 min 42 s 553
7. Caroline Brunet - Mylanie Barre (Canada) 1 min 42 s 833
8. Sofia Paldanius - Anna Karlsson (Suède) 1 min 43 s 077
9. Hanna Puchkova - Alena Bets (Biélorussie) 1 min 43 s 729

### 500 mètreskayak biplace hommes
| Médaille           | Nom                                 | Pays        |
| ------------------ | ----------------------------------- | ----------- |
| Médaille d'or      | Ronald Rauhe - Tim Wieskoetter      | Allemagne   |
| Médaille d'argent  | Clint Robinson - Nathan Baggale     | Australie   |
| Médaille de bronze | Raman Piatrushenka - Vadzim Makhneu | Biélorussie |

- Qualifications
- Demi-finales
- Finale

1. Ronald Rauhe - Tim Wieskoetter (Allemagne) 1 min 27 s 040
2. Clint Robinson - Nathan Baggaley (Australie) 1 min 27 s 920
3. Raman Piatrushenka - Vadzim Makhneu (Biélorussie) 1 min 27 s 996
4. Marek Twardowski - Adam Wysocki (Pologne) 1 min 28 s 048
5. Zoltan Kammerder - Botond Storcz (Hongrie) 1 min 29 s 096
6. Damian Vindel - Francisco Llera (Espagne) 1 min 29 s 532
7. Alvydas Duonela - Egidijus Balciunas (Lituanie) 1 min 29 s 868
8. Antonio Rossi - Beniamino Bonomi (Italie) 1 min 30 s 804
9. Anatoly Tishchenko - Vladimir Grushikhin (Russie) 1 min 31 s 048

### 1 000 mètreskayak biplace hommes
| Médaille           | Noms                                      | Pays    |
| ------------------ | ----------------------------------------- | ------- |
| Médaille d'or      | Markus Oscarsson - Henrik Nilsson         | Suède   |
| Médaille d'argent  | Beniamino Bonomi - Antonio Rossi          | Italie  |
| Médaille de bronze | Eirik Veraas Larsen - Nils Olav Fjeldheim | Norvège |

- Qualifications
- Demi-finales
- Finale

1. Markus Oscarsson - Henrik Nilsson (Suède) 3 min 18 s 420
2. Antonio Rossi - Beniamino Bonomi (Italie) 3 min 19 s 484
3. Eirik Veraas Larsen - Nils Olav Fjeldheim (Norvège) 3 min 19 s 528
4. Daniel Collins - David Rhodes (Australie) 3 min 19 s 956
5. Wouter D Haene - Bob Maesen (Belgique) 3 min 20 s 196
6. Jan Schaefer - Marco Herszel (Allemagne) 3 min 20 s 548
7. Ian Wynne - Paul Darby Dowman (Grande-Bretagne) 3 min 20 s 848
8. Ben Fouhy - Steven Ferguson (Nouvelle-Zélande) 3 min 21 s 336
9. Zoltan Benko - Istvan Beee (Hongrie) 3 min 27 s 996

### 500 mètreskayak quatre places femmes
| Médaille           | Noms                                                                    | Pays      |
| ------------------ | ----------------------------------------------------------------------- | --------- |
| Médaille d'or      | Birgit Fischer - Maike Nollen - Katrin Wagner - Carolin Leonhardt       | Allemagne |
| Médaille d'argent  | Katalin Kovacs - Szilvia Szabo - Erzsebet Viski - Kinga Bota            | Hongrie   |
| Médaille de bronze | Inna Osypenko - Tetyana Semykina - Hanna Balabanova - Olena Cherevatova | Ukraine   |

- Qualifications
- Demi-finales
- Finale

1. Allemagne (Birgit Fischer - Maike Nollen - Katrin Wagner - Carolin Leonhardt) 1 min 34 s 340
2. Hongrie (Katalin Kovacs - Szilvia Szabo - Erzsebet Viski - Kinga Bota) 1 min 34 s 536
3. Ukraine (Inna Osypenko - Tetyana Semykina - Hanna Balabanova - Olena Cherevatova) 1 min 36 s 192
4. Pologne (Karolina Sadalska - Joanna Skowron - Malgorzata Czajczynska - Aneta Bialkowska) 1 min 36 s 376
5. Espagne (Isabel Garcia - Beatriz Manchon - Jana Smidakova - Teresa Portela) 1 min 37 s 908
6. Australie (Chantal Meek - Amanda Rankin - Kate Barclay - Lisa Oldenhof) 1 min 38 s 116
7. Chine (Linbei Xu - Hongyan Zhong- Jing He- Yi Gao) 1 min 38 s 144
8. Canada (Karen Furneaux - Carrie Lightbound - Kamini Jain - Jillian D Alessio) 1 min 39 s 952
9. Japon (Shinobu Kitamoto - Yumiko Suzuki - Mikiko Takeya - Miho Adashi) 1 min 40 s 188

### 1 000 mètreskayak quatre places hommes
| Médaille           | Nom                                                              | Pays      |
| ------------------ | ---------------------------------------------------------------- | --------- |
| Médaille d'or      | Zoltan Kammerer - Botond Storcz - Akos Vereckei - Gábor Horváth  | Hongrie   |
| Médaille d'argent  | Andreas Ihle - Mark Zabel - Bjoern Bach - Stefan Ulm             | Allemagne |
| Médaille de bronze | Richard Riszdorfer - Michal Riszdorfer - Erik Vlcek - Juraj Baca | Slovaquie |

- Qualifications
- Demi-finales
- Finale

1. Hongrie (Zoltan Kammerer - Botond Storcz - Akos Vereckei - Gabor Horvath) 2 min 56 s 919
2. Allemagne (Andreas Ihle - Mark Zabel - Bjoern Bach - Stefan Ulm) 2 min 58 s 659
3. Slovaquie (Richard Riszdorfer - Michal Riszdorfer - Erik Vlcek - Juraj Baca) 2 min 59 s 314
4. Bulgarie (Milko Kazanov - Ivan Hristov - Petar Merkov - Yordan Yordanov) 2 min 59 s 622
5. Norvège (Jacob Lorentz Norenberg - Alexander Wefald - Andreas Gjersoe - Mattis Naess) 3 min 01 s 698
6. Biélorussie (Raman Piatrushenka - Aliaksei Abalmasau - Dziamyan Turchyn - Vadzim Makhneu) 3 min 02 s 419
7. Roumanie (Marian Baban - Alexandru Bogdan Ceausu - Vasile Curuzan Cornelli - Stefan Vasile) 3 min 03 s 107
8. Pologne (Tomasz Mendelski - Rafal Glazewski - Adam Seroczynski - Dariusz Bialkowski) 3 min 03 s 562
9. Canada (Steven Jorens - Richard Dober - Ryan Cuthbert - Andrew Willows) 3 min 07 s 714